# فابیو دیوسون لوپز
فابیو دیوسون لوپز (انگلیسی: Fábio؛ زادهٔ ۳۰ سپتامبر ۱۹۸۰) بازیکن فوتبال اهل برزیل است.که در باشگاه فوتبال فلومیننزه در پست دروازه‌بان بازی می‌کند.او رکوددار بیشترین بازی رسمی است با بیش از ۱۳۹۰ بازی رسمی در فوتبال.
از باشگاه‌هایی که او در آنها بازی کرده‌است می‌توان به باشگاه ورزشی کروزیرو، باشگاه فوتبال اتلتیکو پارانائنزه، و باشگاه ورزشی واسکو دوگاما اشاره کرد.